# 한국문예학술저작권협회
한국문예학술저작권협회는 문학, 학술 또는 예술저작물 저작권자의 권익옹호와 문화발전에 기여할 목적으로 1988년 7월 13일 설립된 대한민국 문화체육관광부 소관의 사단법인이다. 사무실은 서울특별시 강남구 역삼동 828-10 올림피아센터 404호에 있다.

## 주요 사업
- 문학, 학술 또는 예술저작물의 저작권자에 대한 신탁관리 업무
- 저작권에 관한 연구 및 출판